# Afrotyphlops rondoensis
Afrotyphlops rondoensis — вид змій родини сліпунів (Typhlopidae). Ендемік Танзанії.

## Поширення і екологія
Afrotyphlops rondoensis мешкають на південному сході Танзанії, нп плато Рондо у регіоні Лінді та на плато Маконде в регіоні Мтвара. Вони живуть в сухих лісистих саванах міомбо та на узліссях, на висоті 800 м над рівнем моря. Відкладають яйця.